# Gavina de lava
La gavina de lava (Larus fuliginosus) és una gavina grossa, possiblement relacionada amb la gavina capnegra americana (Leucophaeus atricilla) i la gavina de Franklin.

## Descripció
La gavina de lava és una gavina distintiva, de 51 a 55 cm i pesa 380 g. El plomatge adult consta d'un cap marronós a negre, que a diferència d'altres gavines amb caputxa fosca no varia segons la temporada. Les ales són de color gris fosc amb una línia blanca contrastant a la vora davantera, pensada per jugar una funció en exhibicions i camuflatge. El cos gris fosc contrasta amb un ventre gris més pàl·lid. La part superior de la cua és blanca i grisa més avall. El bec i les potes són negres, i l'interior de la boca és escarlata. Té celles blanques superiors i inferiors i les parpelles vermelles. Els exemplars immadurs són generalment de color marró fosc.

## Distribució
Tota la població viu a les Illes Galàpagos on es troba predominantment a les illes de Santa Cruz, Isabela, San Cristobal i Genovesa. Anteriorment la població s'estimava en 300-400 parelles; aquesta estimació va ser revisada a la baixa a 300-600 individus el 2015. Actualment es considera la gavina més rara del món.

## Comportament

### Reproducció
A diferència de la majoria de les gavines que nien juntes i de vegades gairebé a tocar, les gavines de lava són nidificants solitaris, rarament nien a menys de 100 metres de distància de les altres. Són altament territorials, defensant territoris de cria d'aproximadament 2000 m² (70 m de diàmetre) de coespecífics. Nien a terra, sovint sota la protecció de la vegetació costanera, i recobreixen el niu amb material vegetal. Ponen dos ous de color oliva i ben camuflats que triguen 32 dies a incubar-se. Generalment nien prop d'aigues tranquil·les, sovint prop de llacunes. La cria sembla oportunista i no es limita a una sola temporada. Els ocells joves deixen el niu al cap de 55 dies però continuen sent atesos pels adults durant diverses setmanes.

### Dieta i alimentació
Són omnívores com la majoria de les gavines Larus, generalment carronyaires o robant dels nius i dels pescadors, però també capturaran peixos, petits crustacis, i llangardaixos, iguanes i tortugues. També s'alimenten de placenta de lleó marí. A la Genovesa amb un comportament cleptoparasitic, s'aprofiten de la fregata magnífica i furtant peixos de diversos ocells marins nidificants. Els depredadors potencials del niu inclouen mussols, fregates i altres gavines de lava, així com mamífers introduïts.

### Estat i conservació
La gavina de lava és classificada com a "vulnerable" per la Llista Vermella de la UICN perquè existeix en petit nombre i encara que la població és estable, s'enfronta a nombroses amenaces.